# Ambroise Louis Garneray

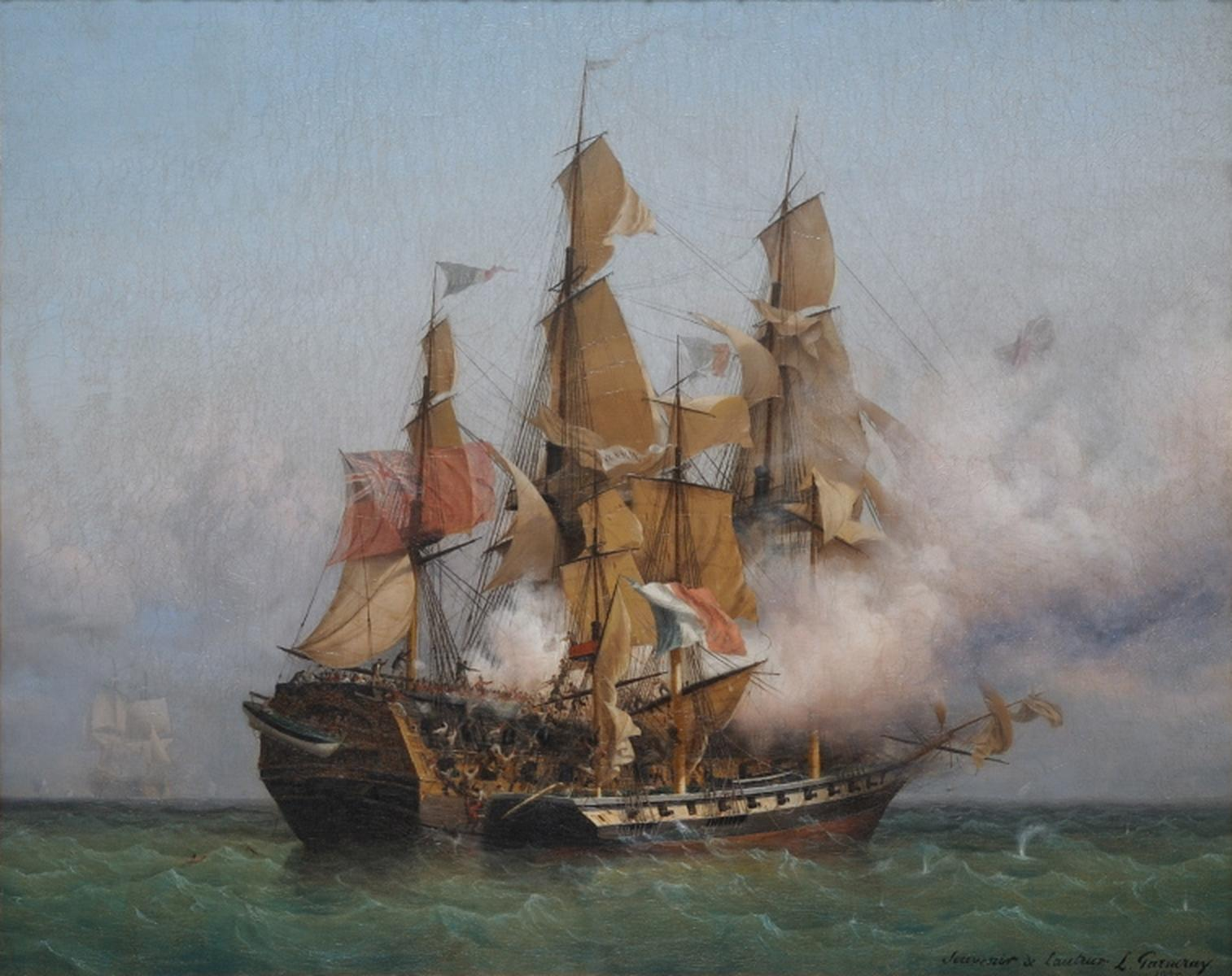
Verovering van de HMS Kent door Surcouf van Ambroise Louis Garneray

Ambroise Louis Garneray (Parijs, 19 februari 1783 – aldaar, 11 september 1857) was een Franse zeerover, kunstschilder en schrijver. Hij diende onder Robert Surcouf en Jean-Marie Dutertre en werd door de Britten gedurende acht jaar gevangen gehouden.

## Levensloop als zeeman
Garneray werd geboren in de Rue Saint-André des Arts, in het Quartier Latin. Hij was de oudste zoon van Jean-François Garneray (1755–1837), hofschilder en leerling van Jacques-Louis David. Toen hij dertien was werd hij aangemoedigd door een neef om dienst te nemen bij de marine. Zijn neef was commandant van het fregat de Forte. Garneray zeilde van Rochefort naar de Indische Oceaan met de Forte. Garneray nam deel aan verschillende acties van dat flottielje en was ooggetuige van de ontberingen tijdens hun gevechten met de Engelse Arrogant en Victorious. In 1798 deed Garneray dienst op het korvet Brûle Gueule en in 1799 als kwartiermeester aan boord van het fregat Preneuse. De Preneuse was de laatste officiële Franse strijdmacht in de Indische Oceaan. Op hun terugweg naar Mauritius had de bemanning te lijden van scheurbuik. Zij geraakten in Engelse gevangenschap maar Garneray kon ontsnappen.
Wegens gebrek aan schepen van de Franse marine monsterde Garneray aan als vaandrig op de Confiance van Surcouf, van april tot december 1800. Hij nam deel aan de entering van de Kent in oktober 1800. Het was de enige keer dat hij geld verdiende als zeeman. Hij investeerde het geld in een schip dat zijn inkomsten zocht in slavenhandel, L'Union, waarop hij dienstdeed als eerste officier.
Hij zeilde op een aantal koopvaardijschepen gedurende de vrede van Amiens, onder meer op de Pinson. Hij verving de kapitein toen die overleed en leed even later schipbreuk. Garneray nam dan dienst op het piratenschip Tigre du Bengale en op de Belle Poule. Hij geraakte opnieuw in Engelse gevangenschap en sleet acht jaar in een gevangenisschepen voor de kust van Portsmouth - de Protée, de Couronne en de Vengeance. Hij kon zijn leven aangenamer maken door schilderijen te verkopen aan een Engelse koopman.

## Garneray als schilder
Garneray werd vrijgelaten op 18 mei 1814 maar vond geen werk in de koopvaardij. Hij verbleef in Parijs en legde zich verder toe op de schilderkunst. Waarschijnlijk dankzij zijn broer die zelf schilder was en die banden had met de entourage van Napoleon I kreeg hij zijn eerste officiële opdracht: La rencontre de l'Inconstant et du Zéphir, een anekdote uit Napoleons terugkeer uit Elba. Hij leverde dat werk pas af in 1834 omwille van het politieke klimaat tijdens de restauratie van de Bourbons. Hij schilderde De landing van de Franse emigranten te Quiberon dat werd tentoongesteld op het Parijse salon van 1815. Vanaf dan bezocht Garneray ieder jaar het salon.
Garneray werd in dienst genomen door Lodewijk Anton van Bourbon, de hertog van Angoulême die destijds admiraal van Frankrijk was en later troonpretendent. Hij werd in 1817 door hem officieel benoemd als schilder. Hij kreeg als eerste de post van Peintre de la Marine (schilder van de zeemacht).
Het museum van Rouen benoemde Garneray in 1833 tot directeur en later had hij in functie in de Manufacture nationale de Sèvres. Hij ontwikkelde de techniek van de aquatint en werd een bekend graveur. In de jaren na 1840 taande zijn faam; hij verloor de meeste van zijn politieke vrienden en viel in armoede. Tijdens de aanloop naar het regime van Napoleon III nam hij deel aan de mislukte staatsgreep in Straatsburg. Zijn ster rees weer kortstondig tijdens het begin van het tweede Franse keizerrijk. Hij ontving in 1852 het Legioen van Eer uit handen van de keizer.
Garneray had hoe langer hoe meer last van tremor hetgeen zijn werk als kunstenaar bemoeilijkte. Hij stierf in 1857 in Parijs, een paar maanden voor zijn vrouw in mysterieuze omstandigheden werd vermoord. Garneray werd begraven op het kerkhof van Montmartre. Een vriend versierde zijn grafsteen met een schilderspalet, een scheepsmast en het Legioen van Eer.
- Biblioteca Nacional de España: XX1319311
- Bibliothèque nationale de France: cb11904162n (data)
- Gemeinsame Normdatei: 119191946
- International Standard Name Identifier: 0000 0003 6454 5600
- KulturNav: b8f9103b-7c5c-42ec-9a6f-a3f878379738
- Library of Congress Control Number: n86008677
- Nationale Bibliotheek van Letland: 000326605
- Base Léonore: LH//1075/63
- Nationale Bibliotheek van Tsjechië: xx0012714
- Nationale Bibliotheek van Polen: a0000001283872
- Nederlandse Thesaurus van Auteursnamen: 181729075
- RKD-Nederlands Instituut voor Kunstgeschiedenis: 30273
- SNAC: w6qk0tfz
- Système universitaire de documentation: 026882175
- Trove: 835390
- Union List of Artist Names: 500030924
- Virtual International Authority File: 226176988
- WorldCat: E39PBJf8thvrbB46K8Ff4XPCwC